# 東山道転墜異聞
『東山道転墜異聞』（とうざんどうてんついいぶん）は、中村春菊による漫画作品。

## 概要
1998年、桜桃書房よりGUSTにて連載されGUSTコミックスで出版。2005年の中村春菊フェアに伴い角川書店からASUKAコミックスで新装版が出版されている。1巻には、読み切りあかいなみだが収録。
御家騒動で国を追われた世間知らずの若君修理と、不器用で乱暴な浪人郡司の恋物語。月は闇夜に隠るが如くとは部分的にリンクしている。また、マリン・エンタテインメントからドラマCDも発売されている。

## 登場人物
声の記述はドラマCD版
松平修理（まつだいら しゅり）声 - 福山潤
第1巻の主人公。父親の急逝により勃発した御家騒動で、国を追われた海津藩の次男坊。16歳。ある日郡司と出会い、行動を共にする。郡司とは何かと衝突しがちだが、命がけで自分を守ってくれる彼に惹かれつつある。世間知らずなために何かと騒動を起こしやすいが、慣れない長屋暮らしに馴染もうと努力している。平九郎の遺髪を入れた守り袋を大事に持ち歩いている。少々ワガママ。
立見郡司（たちみ ぐんじ）声 - 小西克幸
平九郎の弟。22歳。何においても優秀な兄と長年比較され続けてきた。ある日唐突に修理を守ることになるが、世間知らずな一方で何事にも一途に努力する彼に惹かれている。剣の腕は超一流で、海津藩においては兄と並んで槍の平九郎 太刀の郡司とその名を謳われていた。「人生はバクチだ」が座右の銘。兄と瓜二つでありながら言動は粗野。
熊田勝太郎（くまだ かつたろう）声 - 中井和哉
郡司に勝つため3年間修行の旅に出ていた、旧友。通称クマ。修理の継母（声 - よのひかり）に掌握された海津藩に見切りをつけ、修理を守るために長屋へ押しかける。「気は優しくて力持ち」を体現した人物で、衝突しがちな修理と郡司の緩衝役として日々苦労している。
筧才蔵（かけい さいぞう）声 - 千葉進歩
吉原の一角にある遊郭「筧屋」の楼主。修理を色々と手助けする謎多き人物。
立見平九郎（たちみ へいくろう）声 - 緑川光
第2巻の主人公。郡司より4歳上の兄で、修理の最愛の側近。享年26（推定）。16歳の時に修理のお目付け役を申し付けられる。継母の心無い仕打ちに傷つけられる修理の孤独と淋しさに触れ、心惹かれていく。修理を継母の手の者から逃がすために殺されたが、直前に自分の死を予感していたらしく、弟に対し遺言めいた言動を仄めかしていた。何事においても素晴らしいと持て囃される一方、周囲の期待に応えようと優等生を演じることに苦痛を感じ、人に本音を言えないでいる。厚顔無恥な性格。
服部半蔵（はっとり はんぞう）
平九郎の悪友で、海津藩士。生まれたばかりの第一子・半十郎を可愛がっている子煩悩。普段は飄々としているが、情に篤い。平九郎と同等の槍遣い。大昔は忍の家系だったらしく、周囲から度々忍者扱いされているが、忍術の類は使えない。
服部美佐（はっとり みさ）
半蔵の妻。おっとりした美人であり、平九郎の嫁ぎ遅れ（?）を心配している。夫婦仲は良好。

## タイトル一覧

### 漫画
桜桃書房版
- 東山道転墜異聞（1998年11月10日、GUSTコミックス）

角川書店版
- 東山道転墜異聞 1（2005年5月31日、あすかコミックCL-DX）
- 東山道転墜異聞 2（2005年7月1日、あすかコミックCL-DX）

### ドラマCD
ドラマCD 東山道転墜異聞（2005年10月21日、マリン・エンタテインメント） B000B63GLI